# Campionati russi di ski cross 2022
I Campionati russi di ski cross 2022 si sono svolti a Miass il 24 marzo. Il programma ha incluso sia la gara femminile che la gara maschile. 
Trattandosi di competizioni valide anche ai fini del punteggio FIS, vi hanno partecipato anche sciatori di altre federazioni, senza che questo consentisse loro di concorrere al titolo nazionale russa.

## Risultati

### Uomini
| Pos. | Atleta           | Nazione |
| ---- | ---------------- | ------- |
| 1    | Igor Omelin      | Russia  |
| 2    | Kirill Sysoev    | Russia  |
| 3    | Andrei Gerasimov | Russia  |
| 4    | Artem Nabiulin   | Russia  |

### Donne
| Pos. | Atleta               | Nazione |
| ---- | -------------------- | ------- |
| 1    | Polina Ryabova       | Russia  |
| 2    | Natalia Sherina      | Russia  |
| 3    | Ekaterina Maltseva   | Russia  |
| 4    | Elizaveta Ponkratova | Russia  |